# N646 (België)
De N646 is een gewestweg in de Belgische provincie Luik. De weg verbindt de N626 in Sankt Vith, die daar vlakbij aansluit op de N62, met de Duitse grens bij de Duitse plaats Steinebrück waar de weg overgaat in de Landesstraße 16. De route heeft een lengte van ongeveer 7 kilometer.

## Plaatsen langs de N646
- Sankt Vith
- Wiesenbach
- Steinebrück

## N646a
De N646a is een gewestweg in de Belgische provincie Luik. De weg verbindt de afrit 16 van de snelweg A27/E42 met de N646. Het wegstuk ligt bij Lommersweiler ten zuidoosten van Sankt Vith. De lengte is ongeveer 350 meter.